# Мотес, Оскар
Оскар Мотес (нем. Oskar Mothes; 27 декабря 1828, Лейпциг — 4 октября 1903, Дрезден) — немецкий архитектор и искусствовед.

## Биография и образование
Родился в 1828 году в Лейпциге, художественное образование получил в Дрездене, под руководством Г. Земпера, в 1851—1852 гг. путешествовал в Италию и Испанию, в 1861 году приобрёл степень доктора Лейпцигского университета и в 1870 году сделан строительным советником (Baurath). С 1884 года жил и работал в Цвиккау.
Им построены в Саксонии многие церкви и капеллы, реставрировано несколько старинных дворцов и замков и исправлена средневековая стенная живопись в клуатре церкви св. Павла в Лейпциге. К его основным проектам относится обновление церкви Девы Марии в Цвиккау в 1885—1891 годах.

## Произведения
Из его литературных произведений главные: «Geschichte der Baukunst und Bildhauerei Venedigs» (1859—60, 2 т.), «Bauku n st und Bauhandwerk und ihre Geschichte» (помещ. в изд. Шпамера: «Buch der Erfindungen»), «Illustrirtes Baulexicon» (4 изд., 1881 и след.), «Die Basilikenform bei den Christen der ersten Jahrhunderte» (1865), «Französisches, deutsches, englisches technologisches Wö rterbuch» (составл. вместе с Румпфом, 1869—71), «Illustrirtes arch äologisches Wörterbuch des Mittelalters und der Renaissance» (составл. вместе с Г.-А. Мюллером, 1874—78) и «Die Baukunst des Mittelalters in Italien» (1883).